# Melanocacus
Melanocacus is een geslacht van libellen (Odonata) uit de familie van de rombouten (Gomphidae).

## Soorten
Melanocacus omvat 2 soorten:
- Melanocacus interioris Belle, 1986
- Melanocacus mungo (Needham, 1940)